# The Last Kingdom (série de televisão)
The Last Kingdom é uma série de televisão histórica baseada nos livros Crônicas Saxônicas de Bernard Cornwell. A série estreou em 10 de outubro de 2015 na BBC America, e no Reino Unido na BBC Two em 22 de outubro de 2015. A segunda temporada da série foi coproduzida pela Netflix após a saída da BBC America, começou a transmitir na BBC Two no Reino Unido.

## Sinopse
A série é ambientada em 872, quando muitos dos reinados que hoje compõem a Inglaterra caíram nas mãos dos vikings. Sob o comando do Rei Alfredo, o Grande, o Reino de Wessex é o único que resiste aos ataques. Em uma mistura de heroísmo, política, religião, coragem, amor, lealdade, e a eterna busca por identidade, a série mistura figuras reais que fazem parte da História com eventos e personagens fictícios.
A história acompanha o jovem Uhtred, um nobre que perdeu os pais em um dos ataques vikings . Levado e criado por eles, Uhtred cresce e se torna um guerreiro. Mais tarde, ele parte com a missão de conquistar as terras onde nasceu. Enquanto isso, o Rei Alfredo enfrenta problemas políticos e religiosos para unificar os reinos e transformá-lo no que hoje é a Inglaterra.

## Elenco principal
- Alexander Dreymon como Uhtred.
- David Dawson como Rei Alfredo
- Tobias Santelmann como jovem Ragnar Ragnarson
- Emily Cox como Brida
- Adrian Bower como Leofric
- Thomas W. Gabrielsson como Guthrum
- Joseph Millson como Ælfric
- Simon Kunz como Odda
- Harry McEntire como Æthelwold ætheling
- Rune Temte como Ubba
- Brian Vernel como jovem Odda
- Amy Wren como Mildrith
- Charlie Murphy como rainha Isolda (série 1)
- Matthew Macfadyen como Lord Uhtred
- Ian Hart como Padre Beocca
- Eliza Butterworth como Elesvita
- Thure Lindhardt como Guthred
- Eva Birthistle como Hold, uma freira e um dos aliados mais confiáveis de Uhtred (série 2 - presente; série recorrente 1)
- Gerard Kearns como Halig
- David Schofield como Abbot Eadred
- Peri Baumeister como Gisela, Uthred's segunda esposa e irmã de Guthred
- Peter McDonald como Brother Trew
- Mark Rowley como Finan
- Alexandre Willaume como Kjartan
- Júlia Bache-Wiig como Thyra
- Ole Christoffer Ertvaag como Sven
- Björn Bengtsson como Sigefrid
- Cavan Clerkin como padre Pyrlig, um padre galês e ex-guerreiro
- Arnas Fedaravičius como Sihtric
- Christian Hillborg como Erik
- Jeppe Beck Laursen como Haesten
- Toby Regbo como Etelredo II da Mércia
- Millie Brady como A Senhora da Mércia Etelfleda
- James Northcote como Aldhelm
- Adrian Bouchet como Steapa, Alfred e depois chefe de guardas de Edward (séries 2–4)
- Ewan Mitchell como Osferth, filho ilegítimo de Alfred e um dos aliados de Uthred (série 2 - presente)
- Simon Stenspil como Dagfinn, chefe dos dinamarqueses (danos) (séries 2–3)
- Timothy Innes como Eduardo, rei da Inglaterra (série 3 – presente)
- Thea Sofie Loch Næss como Skade (série 3)
- Ola Rapace como Earl Sigurd "Bloodhair" (série 3)
- Magnus Bruun como Cnut, um poderoso senhor da guerra dinamarquês e primo de Ragnar (série 3-4)
- Adrian Schiller como Aethelhelm, o Velho, um ealdorman rico e poderoso em Wessex (série 3 - presente)
- Kevin Eldon como Bispo Erkenwald, um bispo a serviço de Alfred (série 3)
- Jamie Blackley como Eardwulf, o comandante das tropas domésticas do senhor Æthelred (série 4)
- Stefanie Martini como Eadith, a amante do Ealdorman Æthelred e a irmã mais nova de Eardwulf (série 4 - presente)
- Finn Elliott como Young Uhtred, filho de Uhtred (série 4 - presente)
- Ruby Hartley como Stiorra, filha de Uhtred (série 4 - presente)
- Richard Dillane como Ludeca, um ealdorman da Mércia (série 4 - presente)
- Dorian Lough as Burgred, um ealdorman da Mércia (série 4 - presente)
- Steffan Rhodri como Hywel Dda, rei de galês (série 4 - atual)
- Nigel Lindsay como Rhodri (série 4)
- Eysteinn Sigurðarson como Sigtryggr, um senhor da guerra Viking (série 4 - presente)
- Amelia Clarkson como Ælflæd, esposa do rei Eduardo e filha de Aethelhelm (série 4 - presente; série recorrente 3)

## Elenco de apoio
- Rutger Hauer como Ravn
- Peter Gantzler como Earl Ragnar
- Jason Flemyng como como Rei Edmundo da Ânglia Oriental
- Alec Newman como Etelredo de Wessex
- Alexandre Willaume como Kjarten
- Henning Valin Jakobsen como Storri
- Tom Taylor como jovem Uhtred
- Jocelyn Macnab como jovem Brida
- Madeleine Power como jovem Thyra
- Andrew Lukacs como jovem Sven

## Episódios

### Resumo
| Temporada | Temporada | Episódios | Exibição original     | Exibição original      |
| Temporada | Temporada | Episódios | Estreia da temporada  | Final da temporada     |
| --------- | --------- | --------- | --------------------- | ---------------------- |
|           | 1         | 8         | 22 de outubro de 2015 | 10 de dezembro de 2015 |
|           | 2         | 8         | 16 de março de 2017   | 4 de maio de 2017      |

### 1.ª Temporada (2015)
| Nº geral | Nº na temporada | Título                     | Diretor       | Escritor         | Exibição original      | Exibição no R.U.       | Audiência no R.U. (em milhões) |
| -------- | --------------- | -------------------------- | ------------- | ---------------- | ---------------------- | ---------------------- | ------------------------------ |
| 1        | 1               | "Episode 1" "(Episódio 1)" | Nick Murphy   | Stephen Butchard | 10 de outubro de 2015  | 22 de outubro de 2015  | 2,02                           |
| 2        | 2               | "Episode 2" "(Episódio 2)" | Nick Murphy   | Stephen Butchard | 17 de outubro de 2015  | 29 de outubro de 2015  | 1,54                           |
| 3        | 3               | "Episode 3" "(Episódio 3)" | Anthony Byrne | Stephen Butchard | 24 de outubro de 2015  | 5 de novembro de 2015  | 1,58                           |
| 4        | 4               | "Episode 4" "(Episódio 4)" | Anthony Byrne | Stephen Butchard | 31 de outubro de 2015  | 12 de novembro de 2015 | 1,60                           |
| 5        | 5               | "Episode 5" "(Episódio 5)" | Ben Chanan    | Stephen Butchard | 7 de novembro de 2015  | 19 de novembro de 2015 | 1,60                           |
| 6        | 6               | "Episode 6" "(Episódio 6)" | Ben Chanan    | Stephen Butchard | 14 de novembro de 2015 | 26 de novembro de 2015 | 1,55                           |
| 7        | 7               | "Episode 7" "(Episódio 7)" | Peter Hoar    | Stephen Butchard | 21 de novembro de 2015 | 3 de dezembro de 2015  | 1,54                           |
| 8        | 8               | "Episode 8" "(Episódio 8)" | Peter Hoar    | Stephen Butchard | 28 de novembro de 2015 | 10 de dezembro de 2015 | 1,65                           |

### 2.ª temporada (2017)
| Nº geral | Nº na temporada | Título      | Diretor         | Escritor         | Exibição original   | Exibição no R.U.    | Audiência no R.U. (em milhões) |
| -------- | --------------- | ----------- | --------------- | ---------------- | ------------------- | ------------------- | ------------------------------ |
| 9        | 1               | "Episode 1" | Peter Hoar      | Stephen Butchard | 16 de março de 2017 | 16 de março de 2017 | 1,60                           |
| 10       | 2               | "Episode 2" | Peter Hoar      | Stephen Butchard | 23 de março de 2017 | 23 de março de 2017 | ASA                            |
| 11       | 3               | "Episode 3" | Jon East        | Ben Vanstone     | 30 de março de 2017 | 30 de março de 2017 | ASA                            |
| 12       | 4               | "Episode 4" | Jon East        | Sophie Petzal    | 6 de abril de 2017  | 6 de abril de 2017  | ASA                            |
| 13       | 5               | "Episode 5" | Jamie Donoughue | Stephen Butchard | 13 de abril de 2017 | 13 de abril de 2017 | ASA                            |
| 14       | 6               | "Episode 6" | Jamie Donoughue | Stephen Butchard | 20 de abril de 2017 | 20 de abril de 2017 | ASA                            |
| 15       | 7               | "Episode 7" | Richard Senior  | Stephen Butchard | 27 de abril de 2017 | 27 de abril de 2017 | ASA                            |
| 16       | 8               | "Episode 8" | Richard Senior  | Stephen Butchard | 4 de maio de 2017   | 4 de maio de 2017   | ASA                            |